# Heteractis malu
Espèce
Synonymes
- Radianthus concinnata[2]
- Radianthus glandulosa[2]
- Radianthus malu (Haddon & Shackleton, 1893)[2]

Heteractis malu est une espèce d'anémones de mer de la famille des Stichodactylidae.

## Description

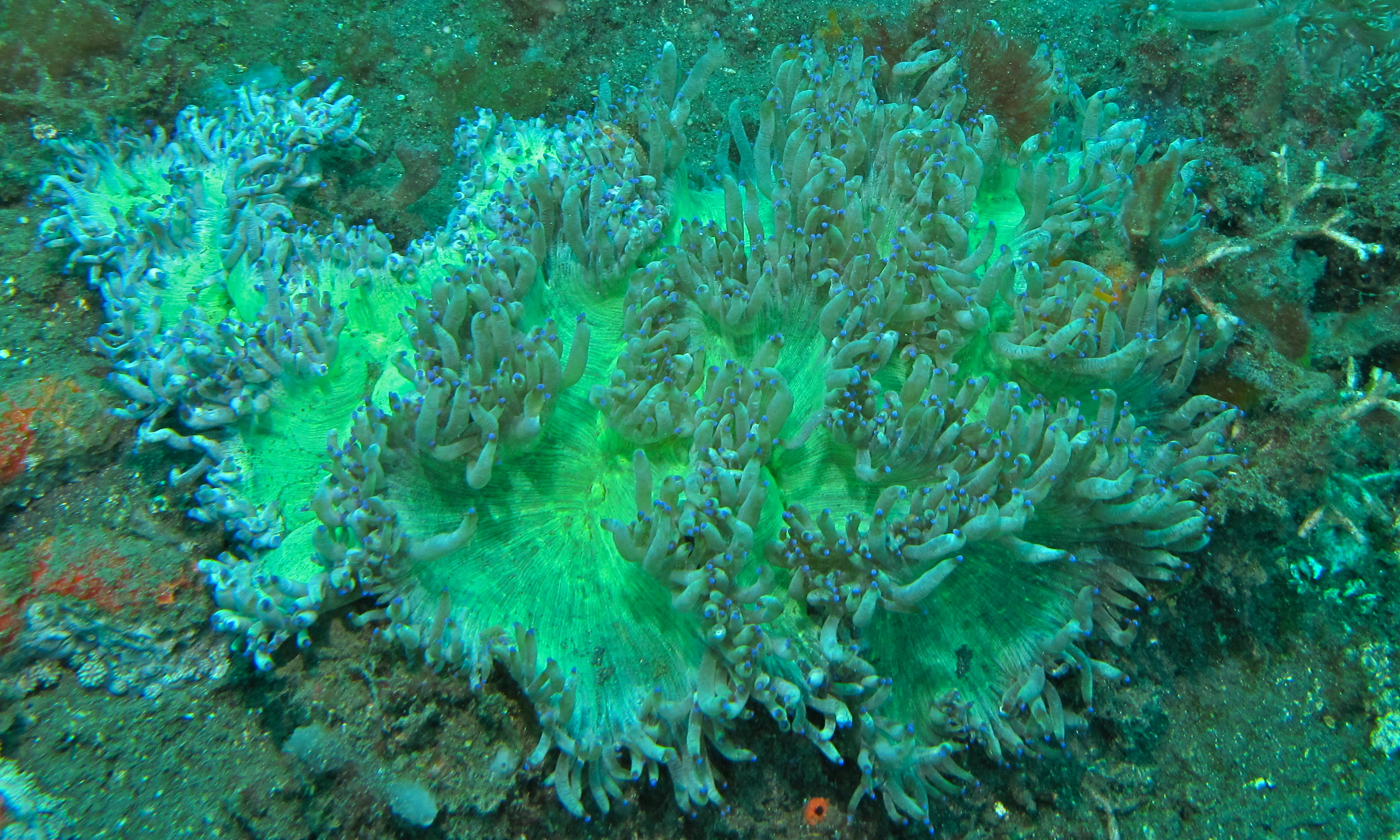
Heteractis malu (Sulawesi, Indonésie)